# Boeing Y1
Y1 é um projeto da Boeing de aviões para substituir as linhas 737-600, 737-700, 737-800 e 737-900. O Y1 também é conhecido como o 737RS ("737 Replacement Study").

## Desenvolvimento
Y1 faz parte do projeto da Boeing Yellowstone. Será um avião inteiramente novo, em vez de mais um derivado do 737 e fará muito uso dos sistemas, estrutura e tecnologia de design do 787. As novas tecnologias que deverão ser introduzidas incluem compostos aeroestruturais e motores turbofan mais eficientes (no entanto, outros tipos de motores estão sendo pesquisados). Espera-se que Y1 contará com uma cabine mais larga do que o Boeing 737 ou o Airbus A320, possivelmente usando uma concepção duplo corredor . Embora neste momento a informação disponível é escassa, estudos preliminares parecem indicar que quaisquer vantagens de custo em relação aos modelos existentes serão marginais até que a tecnologia mais recente do motor esteja disponível.

## Motores
A CFM International está propondo um novo motor como um sucessor para a família CFM56, atualmente conhecido como o LEAP-X. 
A International Aero Engines ainda não fez qualquer proposta de um novo motor, porém acionistas da Rolls-Royce e Pratt & Whitney estão atualmente a estudar os seus próprios desenhos para motores de futuro para Y1 e NSR Airbus. Pratt e Whitney propõem a utilização de tecnologia voltada para o turbofan Y1 e NSR, enquanto a Rolls-Royce está propondo um três-spool turbofan. Nem o fabricante anunciou uma decisão sobre a sua intenção de produzir seus motores sozinho ou como parte IAE da empresa conjunta.

## Estado atual
A família pode incluir substitutos diretos dos atuais modelos 737, no entanto a Boeing também está investigando a possibilidade de dois tipos diferentes, com diferentes seções da fuselagem da asa - uma no mercado com 100 lugares e outro no mercado assento com 200.
A família Y1 provavelmente vai competir com a Bombardier e os recém lançados aviões "C Series" , prevista para entrar em serviço em 2013 com a Lufthansa. A Airbus também está estudando um aeronaves "all-new short-range aircraft", apelidado de NSR Airbus, que também deverá concorrer com o Y1 .